# Villarreal Club de Fútbol
 (février 2024).
- Si vous ne connaissez pas le sujet, laissez ce bandeau (vous pouvez alors contacter les auteurs).
- Si vous supprimez le contenu mis en cause (vous pouvez préalablement contacter les auteurs),

argumentez précisément cette suppression dans la page de discussion
(un manque de référence n'est pas un argument ; une recherche réelle de référence doit avoir été effectuée, être formellement documentée).
 (février 2024).
Pour les articles homonymes, voir Villarreal.
Maillots
Actualités
| \| Vila-real \| Le club est basé à Vila-real en Espagne. |
| Vila-real                                                |

Le Villarreal Club de Fútbol, ou Villarreal CF, est un club de football situé à Vila-real, ville de la province de Castellón, dans la Communauté valencienne, en Espagne. 
La date de fondation du club est traditionnellement située au 10 mars 1923, au moment de la création du Club Deportivo Villarreal. Or ce dernier disparaît au moment de la guerre d'Espagne, et c'est le Club Atlético Foghetecaz, fondé en 1946, qui donne naissance au Villarreal CF en 1954.
Longtemps club de niveau régional, le Villarreal CF ne découvre la deuxième division qu'en 1970. Vingt ans plus tard, le club évolue encore en Tercera División, le quatrième échelon national. Les années 1990 voit pourtant le club gravir les échelons, à tel point qu'il intègre pour la première fois la première division espagnole en 1998. Depuis 2004, le club a intégré le haut du tableau et se qualifie régulièrement les compétitions européennes. En 2006, le club se fait connaître en Europe en atteignant les demi-finales de la Ligue des champions. Deux ans plus tard, le club termine à la 2e place du championnat d'Espagne, son meilleur classement à ce jour. À l'issue d'une catastrophique saison 2011-2012 , le club est relégué en Liga Adelante lors de l'ultime journée (défaite 1-0 contre l'Atlético Madrid), mais remonte immédiatement. En mai 2021, le club atteint la finale de la Ligue Europa pour la première fois de son histoire et remporte son premier trophée européen face à Manchester United à l'issue de la plus longue séance de tirs au but dans l'histoire des finales européennes (1-1 et 11 tab à 10).
Le club est présidé depuis 1997 par Fernando Roig Alfonso (es).

## Repères historiques

### Le CD Villarreal (1923-1936)
L'apparition du football à Villarreal au début du XXe siècle est retardée par l'existence dans la ville voisine de Castellón de la Plana, distante d'une dizaine de kilomètres, de plusieurs clubs de football de bon niveau, au premier rang desquels le Cervantes FC et le Club Deportivo Castellón.
Le 10 mars 1923, de jeunes habitants de Villarreal décident de fonder leur club omnisports, le Club Deportivo Villarreal, afin de représenter la ville dans les compétitions de la région. La spécialité du club est le football. Son premier président est José Calduch Almela. Il est rapidement décidé de louer le stade municipal de Villarreal, inauguré le 17 juin de la même année, et d'acheter un premier jeu de maillots blancs et de shorts noirs. Le 21 octobre 1923, le CD Villarreal dispute son premier match amical face au Red Star de Castellón. En 1925, le stade est renommé El Madrigal.
Le club s'inscrit dans les compétitions régionales (es) de la communauté valencienne. En 1935, l'équipe se bat pour le titre et la promotion en championnat national, mais s'incline finalement face au Cartagena FC. L'année suivante voit le club remporter le championnat régional, juste avant que la guerre civile espagnole ne mette fin aux compétitions sportives.
À la fin de la guerre civile, en 1939, le stade est détruit et le CD Villarreal ne se reforme pas. Fin 1939, le FC Villarreal de Educación y Descanso est créé mais disparaît à la fin de la saison 1941-1942. Entre 1942 et 1944, il n'y a pas de club de football dans la ville.

### LaPeña Foghetecaz(1944-1956)
Au printemps 1944, la municipalité demande à Joseph Calduch de créer une nouvelle association. Une sélection de jeunes joueurs est rassemblée au sein de la Peña Foghetecaz (acronyme de leurs noms : Font, Gil, Herrero, Teulet, Catalá et Zaragoza), autour de laquelle est construit une nouvelle équipe.
Le nouveau club est officiellement fondé le 25 août 1947 sous le nom Club Atlético Foghetecaz, et s'inscrit l'édition 1947-1948 du championnat régional de Segunda Categoría. Peu à peu, l'équipe se fait connaître sous le nom CAF Villarreal. En 1952, l'équipe accède à la première division régionale ; il est alors décidé d'abandonner les couleurs blanches et noires héritées du CD Villarreal pour un nouveau maillot jaune. Le stade El Madrigal est alors agrandi, et la pelouse est élargie.
En 1956, sous la présidence de Lorenzo Cardá, le club remporte le championnat régional et obtient sa promotion en championnat national de Tercera División. L'association est renommée à cette occasion Villarreal Club de Fútbol, afin de reprendre officiellement le nom de sa ville d'attache.

### Une difficile montée jusqu'à l'élite (1956-1997)
De 1956 à 1961, le Villarreal CF dispute cinq saisons en Tercera División, troisième échelon du football espagnol, avant d'être relégué de nouveau en championnat régional de communauté valencienne. C'est à cette époque qu'intervient Pasqual Font de Mora, industriel local, qui va aider le club à se structurer. Cinq saisons sont nécessaires à son retour en Tercera División, obtenu en 1967, où il s'installe rapidement en haut de tableau. Lors de la saison 1969-1970, les jaunes remportent leur poule de championnat et obtiennent la première promotion de leur histoire en Segunda División à l'issue du tournoi de promotion : après s'être inclinés au premier tour face à l'Unión Popular de Langreo, ils affrontent l'équipe réserve de l'Athletic Bilbao. Battus 2-1 à Bilbao puis vainqueurs sur le même score au Madrigal, ils doivent jouer un match d'appui à Madrid le 7 juillet 1970, qu'ils remportent (2-1).
La saison 1970-1971 voit le club terminer à la 16e place sur 20 et se maintenir en barrage aux dépens du Girona FC, battu lors des matchs aller et retour. En coupe d'Espagne, le club affronte le FC Barcelone en 1/16 de finale, battu 1-0 au Madrigal mais vainqueur 2-0 au Camp Nou. La saison 1971-1972 est encore plus difficile : classé 17e, Villarreal est relégué directement. Il connaît par la suite des résultats assez décevants, à tel point qu'il est de nouveau relégué en 1976 en championnat régional, à l'issue d'un barrage perdu face au CD Guadalajara.
Un an plus tard, Villarreal est de retour en Tercera División, devenue le 4e échelon national à la suite de la création de la Segunda División B. Le club y évolue pendant dix saisons d'affilée sans obtenir de résultat notable, sinon une troisième place à l'issue de la saison 1986-1987... qui lui ouvre les portes de la Segunda División B à la faveur de l'élargissement de celle-ci. En coupe d'Espagne, le club atteint de nouveau les 1/16 de finale, où il est éliminé par le Valence CF. Après deux bonnes premières saisons à ce niveau (2e en 1987-1988 et 4e en 1988-1989), les jaunes sont de nouveau relégués en 1990. Ils remportent dès la saison suivante les Play-off et retrouvent ainsi leur place.
Le Villarreal CF réalise une saison 1991-1992 brillante : 2e du groupe III, le club dispute sa promotion en Segunda División dans une poule composée du Girona FC de l'UD Salamanca et du Real Balompédica Linense, dont il sort vainqueur. Vingt ans après, le club du président Pasqual Font de Mora est de retour en deuxième division.
Le club doit se battre pour obtenir son maintien. Il termine 13e à deux points du premier relégable lors de la saison 1992-1993, 16e et dernier non-relégable la saison suivante, 15e à deux points du premier relégable lors de la saison 1995-1996...
En coulisses, le club se professionnalise. En 1993 Pasqual Font de Mora passe la main à Manuel Almela, qui fait du club une Sociedad anónima deportiva en 1994. En 1997, il passe le relais à l'entrepreneur valencian Fernando Roig Alfonso (es), qui va considérablement changer le club. Il signe un partenariat avec le Valence CF, apporte des capitaux, renforce l'effectif, lance la construction d'un centre d'entraînement, réorganise la formation...

### Le temps des succès (1997-2010)
Lors de la saison 1997-1998, Villarreal termine à la quatrième place de la Segunda División, ce qui lui permet de disputer les barrages de montée face à la SD Compostela, 17e de la Liga. Au Madrigal, les deux équipes se séparent sur un score nul et vierge. Au retour, l'équipe de Villarreal marque un but par Alberto et obtient le match nul qui assure sa montée dans l'élite.
En 1998-1999, le Villarreal CF dispute la première saison de son histoire dans l'élite espagnole. L'équipe est profondément remaniée. Après un début de saison correct, le club enchaîne 14 matchs sans victoire, termine finalement à la 17e place et doit jouer son maintien sur un match de barrage face au FC Séville. Battus à l'aller et au retour, les jaunes retrouvent la deuxième division après une seule saison. L'effectif est de nouveau bouleversé. Après un début de saison laborieux, le Villarreal CF arrache finalement la troisième place qui lui permet de remonter directement.
La saison 2000-2001 voit le groupe, considérablement renforcé et dirigé par Víctor Muñoz, déjouer les pronostics des observateurs et terminer à une inattendue 7e place, à deux points de la qualification pour la coupe d'Europe. Les saisons suivantes sont plus difficiles en championnat, le club terminant à la 15e place en 2001-2002 et 2002-2003. Pour autant, le club participe à la coupe Intertoto en 2002, où il est battu en finale par Málaga CF, puis en 2003. Largement renforcés (Reina, Coloccini, Belletti, Roger, Riquelme, José Mari, Sonny Anderson, etc.), les jaunes remportent cette dernière compétition (en finale face aux Néerlandais du SC Heerenveen), ce qui leur ouvrent les portes de la 2003-2004 où ils ne s'inclinent qu'en demi-finale face au Valence CF, après avoir éliminé Galatasaray SK, l'AS Rome et le Celtic FC. Parallèlement, ils terminent à la huitième place en championnat, de nouveau qualificative pour la coupe Intertoto.
La saison 2004-2005 commence par le recrutement de l'entraîneur chilien Manuel Pellegrini. L'attaquant Diego Forlán, venu de Manchester United, Rodríguez puis Sorín sont recrutés. Les jaunes remportent une nouvelle victoire en Intertoto, prenant le dessus sur l'Atlético de Madrid en finale. Qualifiés pour la coupe UEFA, ils se sortent de la phase des groupes, éliminent le Dynamo Kiev et le Steaua Bucarest avant de s'incliner face au AZ Alkmaar en quart de finale. En Liga, le club atteint la 3e place, derrière le FC Barcelone et le Real Madrid, grâce notamment à l'efficacité de Forlán, meilleur buteur du championnat.
Cette performance inespérée lui ouvre les portes de la Ligue des champions 2005-2006, dont il atteint à la surprise des observateurs les demi-finales, après avoir éliminé les Glasgow Rangers en 8èmes de finales (2-2 / 1-1) et l'Inter Milan en quart de finale (1-2 / 1-0). Villarreal se fait finalement éliminer de justesse par Arsenal (1-2 / 0-0). Ce parcours inattendu handicape le « submarino amarillo » en Liga, qu'il ne termine qu'à la 7e place. La saison suivante paraît longtemps assez décevante, avant que les jaunes ne remportent leurs huit derniers matchs de championnat, passant de la 12e à la 5e place.
La saison 2007-2008 voit Forlán partir pour l'Atlético de Madrid contre plus de 20 millions d'euros (soit environ sept fois le montant de son recrutement), remplacé par le turc Nihat. Autour du milieu de terrain Marcos Senna, auteur d'une saison extraordinaire et élu meilleur joueur de la saison, les joueurs de Villarreal intègrent la tête du championnat dès le début de la saison, qu'ils terminent à la deuxième place avec notamment dix points d'avance sur le FC Barcelone, troisième. En coupe UEFA, ils sont éliminés de justesse par le Zénith Saint-Pétersbourg (0-1 / 2-1), futur vainqueur, en 1/16 de finale. Pellegrini est élu meilleur entraîneur de la saison.
Qualifiés pour la Ligue des champions 2008-2009, Villarreal se sort de la phase de groupe (aux dépens d'AaB Ålborg et du Celtic Glasgow), élimine le Panathinaïkos en huitième de finale avant de s'incliner face à Arsenal. En Liga, après un bon début de saison, le club décroche du podium et termine à la 5e place, qualificative pour la Ligue Europa.

### La fin d'une ère (2010-2012)
Après une décennie marquée par les succès, Villarreal, repart en 2010 avec quelques incertitudes. Marcos Senna, envisage un temps de partir à Swansea City avant de se rétracter et d'être promu capitaine. Armé de ses meilleurs élément tel que Giuseppe Rossi ou Nilmar et sous l'égide de Juan Carlos Garrido, Villarreal fait mieux que sa précédente saison, terminant quatrième juste derrière Valence, le Real Madrid et le champion 2011, le FC Barcelone ! Après le départ de Joan Capdevila vers Benfica à l'été 2011, l'équipe voit sa défense perdre un élément important. Il s'ensuit une saison marquée entre malchance et dérision. La blessure de Rossi ne va rien arranger. Et, après une nouvelle défaite (la 15e de la saison), face à l'Atlético de Madrid et sur un but de Falcao, Villarreal est relégué en Segunda Division, le 13 mai 2012.

### Le retour (depuis 2012)

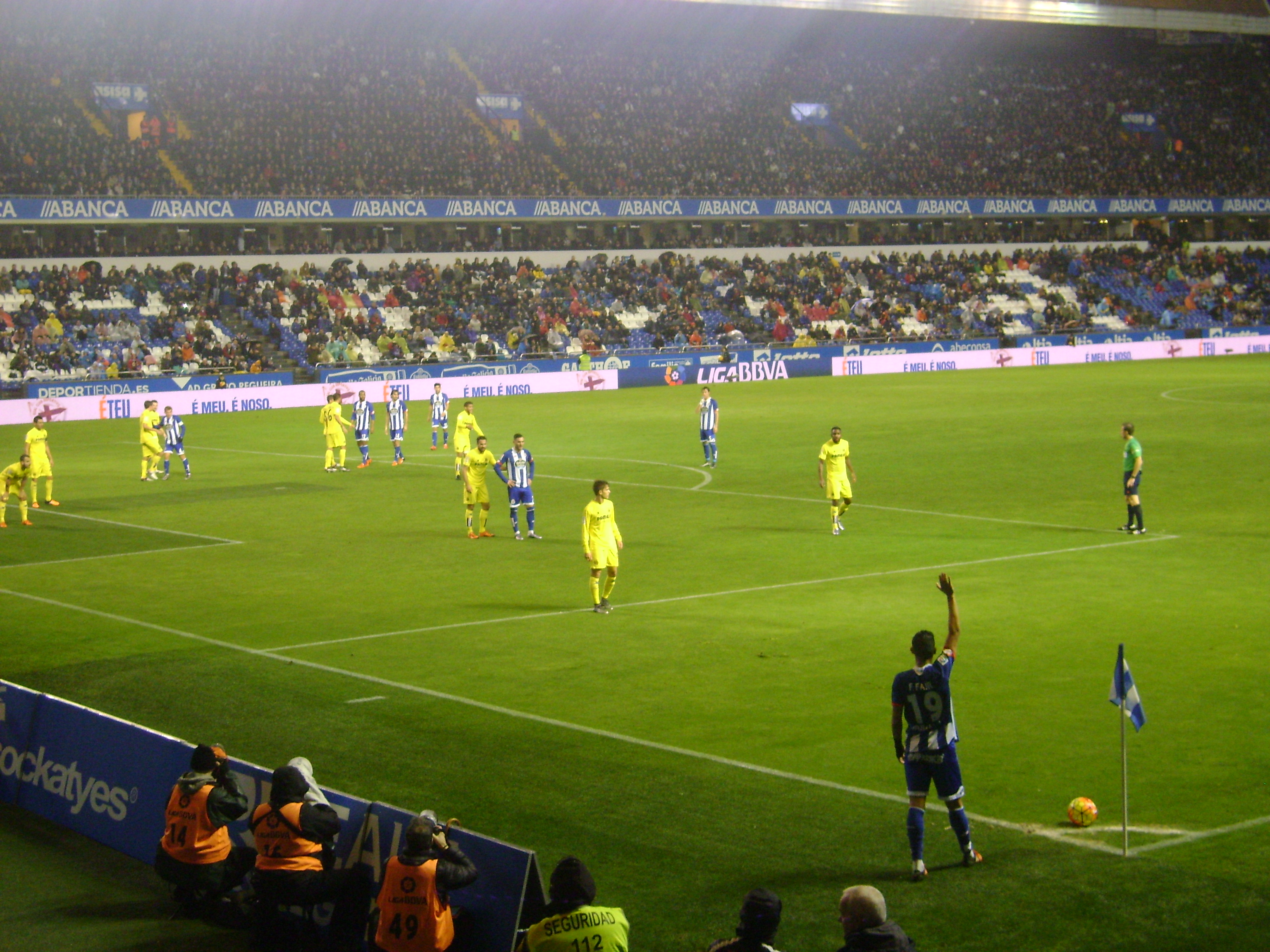
Deportivo de La Coruña vs. Villarreal C. F.

Lors de la saison 2012-2013, Villarreal termine deuxième de Liga Adelante derrière Elche et retrouve la Liga.
Le club entame un redressement et retrouve alors les hauteurs du classement. Sixième en 2013 puis cinquième à la trêve et éliminé en huitième de finale de la Ligue Europa en 2014. Le club s'appuie sur des joueurs comme Sergio Asenjo, les frères Jonathan et Giovani Dos Santos ou Luciano Vietto. Il se renforce avec le défenseur Mateo Musacchio et le milieu Denis Cheryshev.
Pendant l'été 2015, le Villarreal réalise un remodelage de l’effectif en le vendant des joueurs comme Ikechukwu Uche, Gérard Moreno, Chechu Dorado ou Luciano Vietto, et en achetant de jeunes talents comme Moi Gómez ou Sergio Marcos. Le club achète aussi des joueurs plus confirmés avec Roberto Soldado, Denis Suárez, Samu Castillejo, Samuel García Sánchez, Cédric Bakambu, Mariano Barbosa, Alphonse Aréola (prêté par le PSG), Daniele Bonera, Leo Baptistao (prêté par l'Atlético) et Adrián López Álvarez (prêté à Porto). Le club est quatrième à la trêve. Villarreal élimine le SSC Napoli en huitième de finale de la Ligue Europa après l’avoir battu à El Madrigal, puis le Bayer Leverkusen et enfin le Sparta Prague pour accéder aux demi-finales. Le club perd en demi finale contre Liverpool mais parvient à terminer quatrième en championnat, ce qui lui permet de gagner un ticket pour la Ligue des champions.
 
Villarreal confirme une certaine régularité sur la scène européenne, avec des qualifications en seizième de finale de la Ligue Europa en 2017 (élimination par l'AS Roma), 2018 (élimination par Lyon) et en quart de finale en 2019 (élimination par Valence).
La saison 2018-2019 est l'une des plus mauvaises de l'histoire du club en liga. Le 10 décembre 2018, L'entraîneur Javier Calleja est limogé à la suite d'une série de mauvais résultats, remplacé par Luis García Plaza, avant d'être réintégré moins de cinquante jours plus tard, le 29 janvier 2019    . Longtemps en lutte pour éviter la relégation, Villarreal se maintient finalement en terminant à la quatorzième place du championnat d'Espagne. La saison suivante (2019-2020) le club se classe à la cinquième place grâce à une belle série de résultats durant la période de reprise du championnat à la suite de l'interruption des compétitions due à la pandémie de Covid-19.
Malgré cette belle fin de saison, le sous-marin jaune décide de se séparer de son entraîneur Javier Calleja  , et d'engager  Unai Emery. Ce dernier, sans club depuis son éviction d'Arsenal Football Club le 29 novembre 2019 signe un contrat de trois ans le 23 juillet 2020. Spécialiste incontesté de la Ligue Europa qu'il a remporté à trois reprises, il est nommé pour faire passer un cap au club et lui faire remporter le premier trophée majeur de son histoire.
Le 6 mai 2021, il parvient à qualifier Villarreal pour sa première finale européenne en éliminant Arsenal en demi-finale de la Ligue Europa (2-1/0-0). En finale, Villarreal affronte Manchester United. Le club remporte pour la première fois de son histoire la compétition en battant Manchester United au terme d'une séance de tirs au but haletante (11 t.a.b. à 10) achevée par un arrêt décisif de Gerónimo Rulli face au tir du gardien mancunien David De Gea.

## Bilan sportif
‌

### Palmarès
| Compétitions nationales | Compétitions internationales |
| Championnats - Championnat d'Espagne - Vice-champion : 2008 - Championnat d'Espagne D2 - Vice-champion : 2013 - Championnat d'Espagne D4 (1) - Champion : 1970 Coupes - Coupe d'Espagne - Meilleure performance : demi-finaliste en 2015 | - Ligue des champions - Meilleure performance : demi-finaliste en 2006 et 2022 - Ligue Europa (1) - Vainqueur : 2021 - Supercoupe de l'UEFA - Finaliste : 2021 - Coupe Intertoto (2) - Vainqueur : 2003 et 2004 |

### Classement UEFA
Au 17 août 2025, le Villarreal CF est classé à la 18e place du classement européen des clubs de football.

## Couleurs et logo
L'équipe est surnommée El Submarino Amarillo (le sous-marin jaune) en référence à la chanson du groupe espagnol "Los Mustangs", "Submarino amarillo", reprise du célèbre titre des beatles "Yellow submarine" et qui était chantée par les supporters de Villarreal lors de la montée du club en troisième division nationale en 1967. Le morceau a depuis été adopté comme l'un des chants officiels du club. La couleur jaune vient de la couleur du maillot de Villarreal à domicile.
L'écusson du Villarreal CF a été modifié à plusieurs reprises. Le logo actuel est utilisé depuis 1970.

## Infrastructures

### Stade
Le Villarreal CF est résident du stade El Madrigal (du nom du quartier dans lequel il se situe), inauguré en 1923 et dont la capacité est de 23 000 places. Le stade a été rénové largement en 2005 afin de pouvoir accueillir les matchs de Ligue des champions de l'UEFA.
Du fait de la taille de la ville de Vila-real, il reste cependant de taille relativement modeste par rapport aux autres stades du championnat d'Espagne. La fréquentation moyenne lors de la saison 2008-2009 s'est montée à 19 159 spectateurs.
Le 8 janvier 2017, à quelques jours de la réception du FC Barcelone en championnat d'Espagne, le stade du Madrigal change officiellement de nom pour devenir le Stade de la Cerámica, en référence à la principale activité industrielle de la province de Castellón. La façade de la tribune sud est inaugurée et dévoilée, et les noms des différentes entreprises de céramique de la périphérie de Vila-Real ayant participé à son financement y figurent sur un fond d'imitation céramique jaune.
Le stade a accueilli des rencontres de la sélection espagnole à trois reprises:
- contre Saint-Marin (9-0) lors des qualifications pour l'Euro 2000, le 5 juin 1999
- contre le Chili (3-0) en amical, le 19 novembre 2008
- contre la Suisse (1-1) en amical, le 3 juin 2018

### Ciudad Deportiva
La Ciudad Deportiva située à proximité du centre-ville (Cami Miralcamp) est l'un des complexes sportifs les plus grands et modernes d'Europe[réf. nécessaire], avec neuf terrains de football, dont certains en synthétique, et d'une superficie de 70 000 m2. Elle compte également une résidence, et un établissement scolaire destiné aux jeunes joueurs de la cantera du Villarreal CF, provenant de toute l'Espagne, mais en majorité de la région valencienne. Elle abrite également le siège du club.
La Ciudad Deportiva Pamesa, située au sud de la ville (Camí Primer Sedeny) est inauguré en novembre 2015 . Elle est consacrée aux jeunes joueurs de moins de 8 ans et moins de 11 ans. D'une superficie de 40.000 mètres carrés, elle compte trois terrains en synthétique ainsi qu'une tribune pouvant accueillir jusqu'à 250 personnes.
Les 4, 5 et 6 juin 2021 s'y est tenu la compétition de jeunes la plus réputée d'Espagne (La Liga promises), remportée par le club de Villarreal face au FC Séville (2-0).

## Personnalités du club

### Présidents et entraîneurs
| !Présidents | Entraîneurs |
| --- | --- |
| - José Calduch Almela - Pasqual Font de Mora (env. 1960-1993) - Manuel Almela (1993-1997) - Fernando Roig Alfonso (es) (depuis 1997) | - Julio Raúl González (es) (1990–1991) - Carlos Simón Server (es) (1991–1992) - David Vidal (1995–1996) - José Antonio Irulegui (es) (1996–1999) - Joaquín Caparrós (1999–2001) - Víctor Muñoz (2001–2003) - Benito Floro Sanz (es) (2003–2004) - Manuel Pellegrini (2004–2009) - Ernesto Valverde (2009–janvier 2010) - Juan Carlos Garrido (février 2010-décembre 2011) - José Francisco Molina (décembre 2011-mars 2012) - Miguel Ángel Lotina (mars 2012-juin 2012) - Manuel Preciado (2012) - Julio Velázquez (2012-janvier 2013) - Marcelino (janvier 2013-2016) - Fran Escribá (2016-septembre 2017) - Javier Calleja (septembre 2017-décembre 2018) - Luis García Plaza (décembre 2018-janvier 2019) - Javier Calleja (janvier 2019-juillet 2020) - Unai Emery (juillet 2020-octobre 2022) - Quique Setién (octobre 2022-septembre 2023) - Pacheta (septembre 2023-novembre 2023) - Marcelino (depuis novembre 2023) |

### Joueurs emblématiques

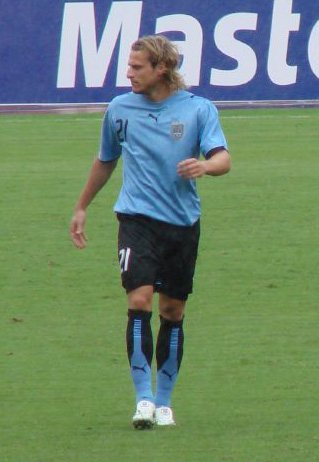
Diego Forlàn, buteur de Villarreal entre 2004 et 2007

Au début des années 2000, Villarreal recrute des joueurs prestigieux, souvent étrangers, lui permettant de réaliser des progrès rapides dans la hiérarchie du football espagnol, parmi lesquels l'Argentin Martín Palermo (entre 2001 et 2003), les Brésiliens Juliano Belletti (entre 2002 et 2004) et Sonny Anderson (en 2003-2004) et l'Espagnol José Manuel Reina (entre 2002 et 2005).
Lors de la saison 2005-2006, qui voit Villarreal atteindre les demi-finales de la Ligue des champions, les joueurs principaux de l'effectif sont les Uruguayens Diego Forlán et Sebastián Viera, les Espagnols Marcos Senna, Javi Venta, Quique Alvarez, Josico et José Mari, les Argentins Gonzalo, Rodolfo Martín Arruabarrena, Juan Pablo Sorín et Juan Román Riquelme, le Bolivien Juan Manuel Peña, l'Italien Alessio Tacchinardi et le Mexicain Guillermo Franco.
Deux ans plus tard, Villarreal termine à la seconde place de la Liga grâce au renfort des Espagnols Diego López, Cani, Santi Cazorla, de l'Uruguayen Diego Godín, du Français Robert Pirès, du Turc Nihat ou encore de l'Italien Giuseppe Rossi.
Deux joueurs mythiques du Villarreal CF se retirent à l'issue de la saison 2019-2020  , l'ancien capitaine emblématique Bruno Soriano (36 ans), resté au club lors de la descente en segunda en juin 2012, et qui disputera quelques minutes en fin de saison après plus de trois ans d'absence en raison d'une grave blessure au genou contractée en mai 2017 . 
Bruno, originaire du village voisin de Artana a effectué l'intégralité de sa carrière professionnelle à Villarreal et reste à ce joueur le plus capé de l'histoire du club avec 423 matchs joués.
L'autre légende du club à tirer sa révérence est Santi Cazorla. Revenu dans le club de ses débuts en juillet 2018 en provenance d'Arsenal FC et après une grave blessure contractée en octobre 2016 lors d'un match de Ligue des champions entre Arsenal et le club bulgare du Ludogorets Razgrad. Après avoir frôlé l'amputation, cette terrible blessure le laissera éloigné des terrains durant près de deux ans. 
Santi Cazorla fut l'acteur majeur du maintien du club en Liga lors de la saison 2018-2019 et de sa qualification pour la Ligue Europa à l'issue de la saison 2019-2020.

### Effectif professionnel actuel
Le premier tableau liste l'effectif professionnel du Villarreal CF pour la saison 2025-2026. Le second recense les prêts effectués par le club lors de cette même saison.
En grisé, les sélections de joueurs internationaux chez les jeunes mais n'ayant jamais été appelés aux échelons supérieurs une fois l'âge-limite dépassé ou les joueurs ayant pris leur retraite internationale.

## Équipe réserve
L'équipe réserve du Villarreal CF est considérée comme une équipe professionnelle en elle-même, en effet elle évolue en Segunda División.

### Centre de formation Groguet
Villarreal possède l'un de centres de formation les plus convoités d’Europe. Depuis l’arrivée de Javier Calleja qui a parié pour les jeunes du centre de formation en les propulsant en équipe première, et dont l'UEFA a fait l’éloge pour être l’équipe la plus prolifique en jeunes issus du centre de formation. 
Parmi les joueurs récemment issus de la cantera, on note de joueurs tels Yeremi Pino,Samuel Chukwueze ou Pau Torres. Plus anciennement, des cadres comme l'emblématique capitaine Bruno Soriano, ou encore Mario Gaspar , Manu Trigueros, mais encore des joueurs évoluant dorénavant en Premier League comme Pablo Fornals, ou l'international Rodri.
Villarreal a alimenté ces vingt dernières années la sélection espagnole dans les différentes catégories de football avec les joueurs issus du centre de formation et dont voici une liste non-exhaustive.
| Noms                  | Categorie(s)                 |
| --------------------- | ---------------------------- |
| Carlos Beitia         | U17                          |
| Nacho Diaz            | U17                          |
| Marc Vidal            | U17                          |
| Sergio Lozano         | U17 et U19                   |
| Edu Adell             | U17 et U19                   |
| Dani Villanueva       | U16, U17 et U19              |
| José Castaño          | U20                          |
| Ivan Morante          | U16                          |
| Fernando Muriel       | U17                          |
| Alejandro Baena       | U16                          |
| Goyo Medina           | U16 et U17                   |
| Ivan Morante          | U16 et U17                   |
| Ivan Martin           | U17 et U19                   |
| Alex Millán           | U18                          |
| Manu Morlanes         | U17 et U19                   |
| Ivan Martinez         | U17 et U21                   |
| Joan Salva            | U19                          |
| Bruno Rodriguez       | U17                          |
| Marcos García         | U16, U17, U20, et U21        |
| Dario Poveda          | U19                          |
| Moi Gomez             | U21                          |
| Pablo Íñiguez         | U17, U19, U20, et U21        |
| Nahuel Leiva          | U21                          |
| Alfonso Pedraza       | U19 et U21                   |
| Adrián Marín          | U19 et U21                   |
| Pablo Fornals         | U21                          |
| Rodrigo Hernandez     | U19 et U21                   |
| Xisco Nadal           | U15, U16, U17, U18 et U19    |
| César Arzo            | U15, 16, 17, 18, 19, 20 y 21 |
| Marcos Gullón         | U20 et U21                   |
| Santi Cazorla         | U21                          |
| Aleix García          | U18 et U19                   |
| Yeremi Pino           | U16, U17, U18 et U21         |
| Fer Niño              | U21                          |
| Ramiro Guerra Pereira | U18 et U19                   |
| Mario Gaspar          | U19, U20, et U21.            |

### Trofeo de la Cerámica
Le Villarreal CF organise un tournoi, le Trofeo de la Cerámica (Trophée de la Céramique en français) opposant le club à divers adversaires.
| Année | Vainqueur           | Score | Finaliste      | Note |
| ----- | ------------------- | ----- | -------------- | --- |
| 2000  | Paris Saint Germain | 2-1   | Villarreal     | |
| 2001  | Valence CF          | -     | Villarreal     | Tournoi triangulaire : Villarreal-Castellón (2-1) ; Valencia-Castellón (2-0) ; Valencia-Villarreal (1-0) |
| 2002  | Villarreal          | 1-1   | PSV Eindhoven  | Villarreal gagne 5-4 aux tirs au but                                                                     |
| 2003  | Villarreal          | -     | CA Peñarol     | Tournoi triangulaire : Villarreal-Castellón (1-1) ; Castellón-Peñarol (1-2) ; Villarreal-Peñarol (2-1)   |
| 2004  | Levante UD          | 3-3   | Villarreal     | Levante gagne 6-5 aux tirs au but                                                                        |
| 2005  | CA Peñarol          | 2-2   | Villarreal     | Peñarol gagne 5-4 aux tirs au but                                                                        |
| 2006  | AS Monaco           | 2-1   | Villarreal     | |
| 2007  | Villarreal          | 2-2   | Livourne       | Villarreal gagne 4-3 aux tirs au but                                                                     |
| 2008  | Udinese             | 0-1   | Villarreal     | |
| 2009  | Genoa CFC           | 1-2   | Villarreal     | |
| 2010  | Villarreal          | 2-2   | Besiktas JK    | Villarreal gagne 6-5 aux tirs au but                                                                     |
| 2011  | Villarreal          | 3-1   | Lazio          | |
| 2012  | Villarreal          | 2-1   | Levante UD     | |
| 2013  | Villarreal          | 2-0   | ACF Fiorentina | |
| 2014  | Villarreal          | 4-2   | US Sassuolo    | |
| 2015  | Villarreal          | 2-0   | Levante UD     | |

### Supporters
Depuis sa montée dans l'élite, le club accueille entre 15 000 et 20 000 spectateurs de moyenne par saison.

### Rivalités
Du fait de sa proximité géographique (les deux villes sont limitrophes), Villarreal connaît sa plus forte rivalité avec le CD Castellón, et ce même si les deux clubs n'ont eu que rarement l'occasion de s'affronter dans les plus hautes divisions. Depuis son explosion au plus haut niveau (au début des années 2000), le Villarreal CF entretien également une rivalité avec le Valence CF (les deux villes sont distantes de 56km), avec lequel il se dispute ces dernières années la suprématie régionale dans la communauté valencienne. Ce match est connu sous le nom de "derby de la communauté".
Le club de Villarreal ainsi que ses supporters entretiennent en revanche une relation plutôt cordiale avec l'autre club de Valence, le Levante UD.
Une animosité plus récente mais très vivace, oppose les clubs de Villarreal et Mallorca, et trouve sa source dans l'exclusion du club des baléares de la Coupe d'Europe pour laquelle il s'était qualifié et à la suite d'une plainte portée par le club "groguet" à l'issue de la saison 2009-2010 pour violation du fair play financier tout juste adopté par l'UEFA . Le club de Villarreal récupérant alors le strapontin européen laissé vacant par l'exclusion de Mallorca de l'Europa League par les instances européennes.